# Universitario de Deportes
Universitario de Deportes is een Peruviaanse voetbalclub uit de hoofdstad Lima.
De club werd op 7 augustus 1924 opgericht als Federación Universitaria door studenten van de San Marcos-universiteit. In 1928 startte de club in de hoogste klasse van Peru en werd meteen vice-kampioen, de titel werd een jaar later gewonnen. In 1931 werd de huidige naam aangenomen. De club groeide al snel uit tot een van de topteams van Peru. Geen enkele andere club zou zo veel titels winnen als Universitario.
In 1972 bereikte de club als eerste Peruviaanse club ooit de finale van de Copa Libertadores en verloor daarin van het Argentijnse Independiente. De volgende club die tot de eindstrijd wist te reiken, was Sporting Cristal in 1997. Een andere van zijn beste internationale prestaties vond plaats in 2011 toen hij kampioen werd van de Copa Libertadores Sub-20. Vanwege deze verschillende sportieve prestaties wordt de club beschouwd als een van de drie groten van het Peruaanse voetbal, het eerste stadion bevindt zich in de buurt van Breña en is vernoemd naar de voetballer Teodoro Fernández, een eerbetoon dat hij in het leven als een actieve voetballer ontving.
De grootste rivaal van Universitario is stadsgenoot Alianza Lima. De wedstrijd tussen beide teams staat in Peru bekend als El Superclásico en trekt vele supporters.

## Geschiedenis
Opgericht op 7 augustus 1924 onder de naam Federación Universitaria de Deportes door studenten van de Nationale Universiteit van San Marcos, werd de club uitgenodigd om deel te nemen aan het Peruaanse kampioenschap georganiseerd door de Peruaanse voetbalbond in 1928, waar het de 2e plaats behaalde. Het jaar daarop werd hij echter kampioen.
Op 29 november 1931 maakte Teodoro Fernández, beter bekend als "Lolo" Fernández, zijn clubdebuut op 18-jarige leeftijd, die het grootste idool van de club werd. In 1934 werd vanwege een gelijkspel in punten een extra wedstrijd gespeeld tegen Alianza Lima, deze wedstrijd werd gewonnen door Universitario en behaalde daarmee zijn tweede landstitel. In 1939 won de "U" de derde titel in zijn geschiedenis, na negen overwinningen, drie gelijke spelen en slechts twee nederlagen, en scoorde tweeëndertig doelpunten.
Het seizoen 1941 omvatte acht clubs en werd gespeeld in 2 ronden. In de twaalfde ronde werd het toernooi echter opgeschort vanwege deelname van het nationale team aan het Zuid-Amerikaanse kampioenschap. Toen het seizoen eenmaal was hervat, bereikte Universitario de Deportes de titel na het winnen van hun laatste twee wedstrijden tegen Atlético Chalaco en Alianza Lima, respectievelijk met 1-0 en 3-1. Back-to-back titels in 1945 en 1946 leidden tot de eerste bicampeonato van de club dankzij het aanvallende trio gevormd door Víctor Espinoza, Teodoro Fernández en zijn broer Eduardo Fernández; de drie spelers waren goed voor 41 doelpunten. Het volgende seizoen, in zijn slechtste prestatie in het amateurtijdperk, eindigde op een middelmatige achtste plaats met Sporting Tabaco en voorkwam alleen degradatie omdat beide teams weigerden een play-offwedstrijd te spelen om het gedegradeerde team te bepalen. Daarom besloot de toenmalige organiserende bond de degradatie voor het seizoen op te schorten.
In 1949 vierde de club haar vijfentwintigste verjaardag door het kampioenschap te winnen na het winnen van de laatste wedstrijd tegen Atlético Chalaco met 4-3. In 1950 vond het laatste kampioenschap in het amateurtijdperk plaats, waar La U vijfde werd na negen overwinningen, twee gelijke spelen en zeven nederlagen.
Profvoetbal kwam naar Peru in 1951, toen de Peruaanse voetbalbond het kampioenschap aanpaste volgens de wereldwijde richtlijnen voor een profcompetitie, maar alleen met deelname van clubs in de stad Lima en de provincie Callao. De club debuteerde in het professionele tijdperk met een overwinning op Mariscal Sucre FBC met een score van 4-1. Op 20 juli 1952 vond de inhuldiging plaats van het Teodoro Lolo Fernandez-stadion, met sportfaciliteiten en een toeschouwerstribune dat voorheen toebehoorde aan het eerste nationale stadion van het land.

## Erelijst
| Nationaal                       |     | |
| Primera División Peruana        | 28x | 1929, 1934, 1939, 1941, 1945, 1946, 1949, 1959, 1960, 1964, 1966, 1967, 1969, 1971, 1974, 1982, 1985, 1987, 1990, 1992, 1993, 1998, 1999, 2000, 2009, 2013, 2024 |
| Copa Presidente de la República | 1x  | 1970 |
| Torneo Apertura                 | 7x  | 1998, 1999, 2000, 2002, 2008, 2016, 2020 |
| Torneo Clausura                 | 1x  | 2000 |

## Stadion
Universitario de Deportes speelt zijn thuiswedstrijden in het Estadio Monumental, beter bekend als Monumental "U". Het stadion werd geopend in 2000 en biedt plaats aan 80,093 toeschouwers. Hiermee is het stadion het op twee-na-grootste stadion van Zuid-Amerika.
Het stadion wordt eveneens gebruikt door het nationale elftal van Peru en voor concerten.

## Bekende (oud-)spelers
| - Edison Flores - Teodoro "Lolo" Fernández - Alberto "Toto" Terry - Angel Uribe - Héctor Chumpitaz - Roberto Challe - Germán Leguía - José Carranza - Jaime Cruz - Jorge Amado Nunes - Juan Carlos Zubczuk - Percy Rojas | - Juan Carlos Oblitas - Rubén Techera - Juan Carlos Letelier - Alex Rossi - Roberto Mauro Cantoro - José del Solar - Roberto Martínez - Eduardo Esidio - Óscar Ibáñez - Juan Manuel Vargas - Juan Cominges - Raúl Ruidíaz |

## Kampioensteams
Kampioensteams door de geschiedenis van de club.

### 1929
Jorge Alba, Eduardo Astengo, Pedro Cárpena, Carlos Cillóniz, Mario de las Casas, Luis de Souza Ferreira, Alberto Denegri, Carlos Galindo, Plácido Galindo, José Gastañeta, Jorge Góngora, Carlos Honores, Andrés Indacochea, Carlos Lassus, Carlos Melzi, Mario Pacheco, Pablo Pacheco, Rafael Quirós, Andrés Rotta, Abraham Rubio, Juan Ruiz, Francisco Sabroso en Belisario Sánchez.

### 1934
Alfredo Alegre, Vicente Arce, Eduardo Astengo, Carlos Cillóniz, Juan Criado, Alfredo Dagnino, Luis de Souza Ferreira, Ricardo del Río, Alberto Denegri, Arturo Fernández, Teodoro Fernández, Carlos Galindo, Plácido Galindo, Orestes Jordán, Enrique Landa, Mario Pacheco, Pablo Pacheco, Jorge Parró, Víctor Pasache, Alejandro Piñeyro, Félix Sayers, Atilio Scaramuti, Carlos Tovar, Elivio Vannini en Arturo Wertheman.

### 1939

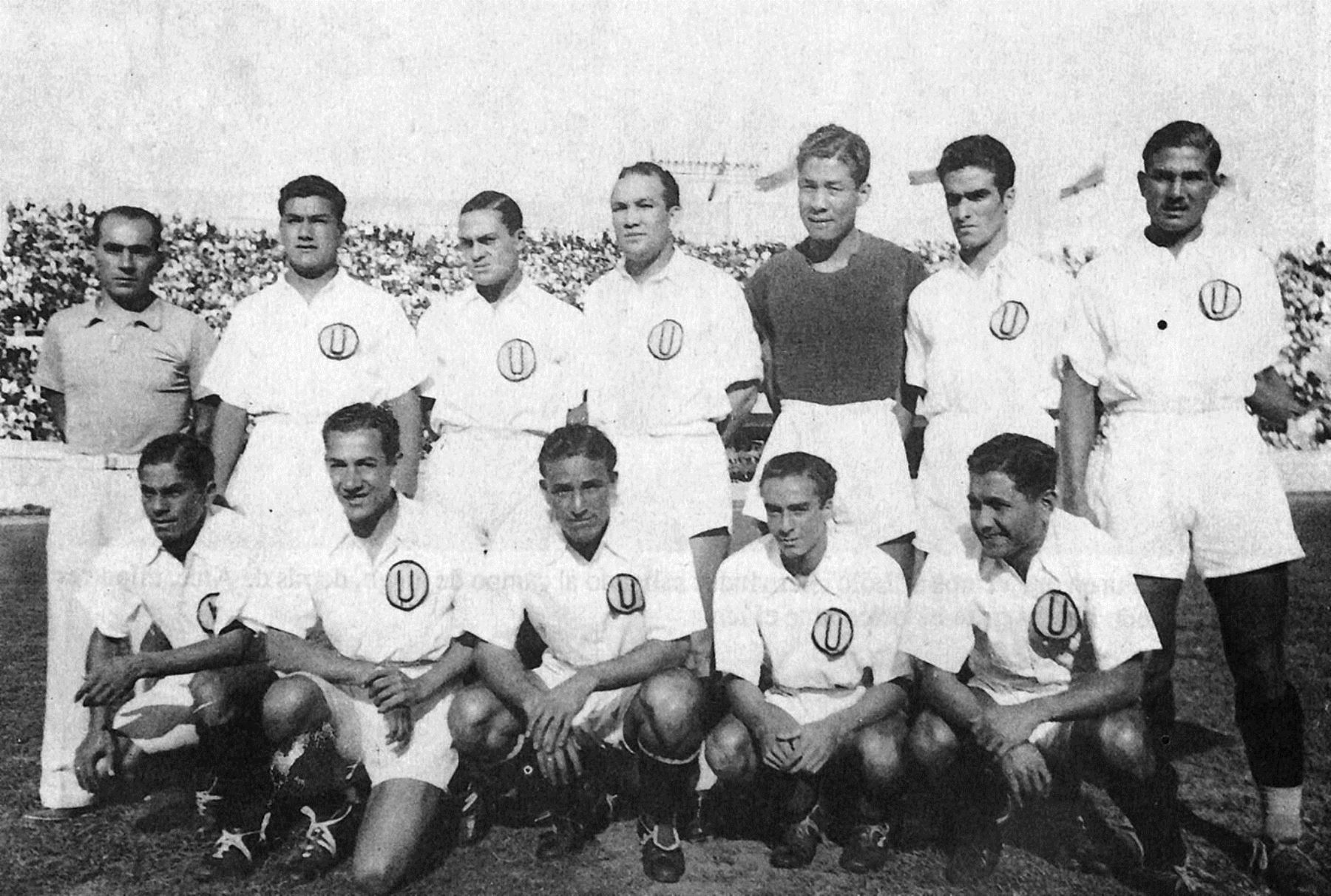
Kampioensteam van het Peruaanse toernooi van 1939.

Alfredo Alegre, Alfredo Biffi, Guillermo Calvo, Eugenio Castro, Arturo Fernández, Teodoro Fernández, Raúl Garbín, Juan Honores, Orestes Jordán, Edgardo Mabama, Juan Martínez, Eduardo Martins, Tomás Morales, Mario Pacheco, Enrique Perales, Otto, Protzel, Enrique Quiñónez, Olmedo Quiñónez, César Socarraz, Guillermo Thomas, Carlos Tovar, Elivio Vannini, Ernesto Velasco en Antonio Villavicencio.

### 1941
Alfredo Alegre, Alfredo Biffi, Rafael Breña, Teodoro Fernández, Carlos Ganoza, Orestes Jordán, Justo Larrea, Edgardo Mabama, Juan Martínez, Eduardo Martins, Tulio Obando, Mario Pacheco, Enrique Quiñónez, Olmedo Quiñónez, Félix Sayers, Manuel Vallejos, José Vargas en Antonio Villavicencio.

### 1945
Carlos Arias, Augusto Arrasco, Luis Baldovino, Segundo Castillo, Juan Castro, Víctor Castro, Roque Cavalié, Andrés da Silva, Víctor Espinoza, Eduardo Fernández, Teodoro Fernández, Carlos Ganoza, Víctor Gómez, Maximiliano Huapaya, Justo Larrea, Alejandro León, Lorenzo López, Fernando Maldonado, Guillermo Marchena, Julio Morales, Pablo Pasache, Mario Sacco, César Socarraz, Carlos Stolzembach, Carlos Vargas, José Vargas en Jacinto Villalba.

### 1946
Hernán Álvarez, Carlos Arias, Juan Castro, Ruperto Castro, Andrés da Silva, Víctor Espinoza, Eduardo Fernández, Teodoro Fernández, Augusto Gasco, Víctor Gómez, Maximiliano Huapaya, Julio César Luna, Guillermo Marchena, Julio Morales, Luis Navarrete, Walter Ormeño, Pablo Pasache, Mario Roggero, Mario Sacco, Carlos Stolzembach en Gilberto Torres.

### 1949
Jorge Alcalde, Juan Alcázar, Juan Busanich, Segundo Castillo, Andrés da Silva, Raúl Dreyfus, Carlos Elías, Teodoro Fernández, Guillermo Gago, Augusto Gasco, Víctor Gómez, Carlos Hidalgo, Jorge Lambarri, Alejandro León, Héctor Mifflin, Julio Morales, Walter Ormeño, David Rodríguez, Eduardo Rodríguez, Jorge Rodríguez, Dante Rovay, Alfredo Rubianes, Raúl Silva, Alberto Terry, Gilberto Torres, Godofredo Ugaz, Jorge Urbina, Carlos Valdivia en Rufino Valdivieso.

### 1959
Humberto Arguedas, Joe Calderón, Francisco Croas, Luis Cruzado, Adolfo Donayre, Jorge Fernández, José Fernández, Joel González, René Gutiérrez, Alejandro Guzmán, Tomás Iwasaki, Juan la Torre, Manuel Márquez, Mario Minaya, Rolando Rodrich, Daniel Ruiz, Jaime Ruiz, Víctor Salas, Ismael Soria, Ángel Uribe en Dimas Zegarra.

### 1960
Humberto Arguedas, Osman Bendezu, Luis Calderón, Luis Cruzado, Jorge Fernández, José Fernández, Hugo Cancino, Pedro Figueroa, Jorge Fiori, Joel González, René Gutiérrez, Alejandro Guzmán, Tomás Iwasaki, Manuel Márquez, Mario Minaya, Luis Otazú, Daniel Ruiz, Jaime Ruiz, Manuel Ruiz, Víctor Salas, Ismael Soria, Ángel Uribe, Jacinto Villalba en Dimas Zegarra.

### 1964
Humberto Arguedas, Moisés Barack, Jorge Cabanillas, Víctor Calatayud, Rubén Correa, Luis Cruzado, Jorge Fernández, José Fernández, Nicolás Fuentes, Ángel Guerrero, Alejandro Guzmán, Víctor Lobatón, Óscar Ríos, Enrique Rodríguez, Rodolfo Rosasco, Ángel Uribe, Luis Zavala en Dimas Zegarra.

### 1966
Juan Agurto, Humberto Arguedas, Carlos Burela, Víctor Calatayud, Raúl Carrión, Enrique Cassaretto, Julio Castillo, Roberto Chale, Óscar Chiclayo, Héctor Chumpitaz, Eddie Córdova, Rubén Correa, Luis Cruzado, Fernando Cuéllar, Jorge Fernández, José Fernández, Nicolás Fuentes, Pedro González, Alejandro Guzmán, Alejandro Herrera, Luis La Fuente, Víctor Lobatón, Félix Molina, Óscar Ríos, Enrique Rodríguez, Percy Rojas, Eleazar Soria, Carlos Soto, Ángel Uribe en Luis Zavala.

### 1967
Juan Agurto, Fernando Alva, Carlos Burela, Víctor Calatayud, Enrique Cassaretto, Roberto Chale, Héctor Chumpitaz, Rubén Correa, Luis Cruzado, Enrique di Negro, Edgard Escate, Jorge Fernández, José Fernández, Nicolás Fuentes, Pedro González, Alejandro Guzmán, Tomás Iwasaki, Luis La Fuente, Víctor Lobatón, Félix Molina, Enrique Rodríguez, Percy Rojas, Félix Salinas, Segundo Silva, Eleazar Soria, Carlos Soto, Ángel Uribe en Ricardo Valderrama.

### 1969
Fernando Alva, Carlos Beaxius, Carlos Burela, Víctor Calatayud, Enrique Cassaretto, Hernán Castañeda, Fernando Cerro, Roberto Chale, Héctor Chumpitaz, Rubén Correa, Luis Cruzado, Fernando Cuéllar, José Fernández, Nicolás Fuentes, Pedro González, Luis La Fuente, Julio Luna, Luis Morales, Juan Carlos Oblitas, César Pedraza, Óscar Ríos, Enrique Rodríguez, Percy Rojas, Félix Salinas, Eleazar Soria, Ángel Uribe en Ricardo Valderrama.

### 1971
Fernando Alva, Héctor Bailetti, Humberto Ballesteros, Víctor Calatayud, Hernán Castañeda, Héctor Chumpitaz, Luis Cruzado, Fernando Cuéllar, Jesús Goyzueta, Carlos Daniel Jurado, Luis La Fuente, Julio Luna, Juan José Muñante, Juan Carlos Oblitas, Guillermo Palacios, Rodolfo Pedreschi, José Antonio Plá, Oswaldo Ramírez, Percy Rojas, Leonardo Saavedra, Félix Salinas, Eleazar Soria, Ángel Uribe, Carlos Urrunaga, Ricardo Valderrama, Percy Vílchez en Eduardo Wolf.

### 1974
Julio Aparicio, Humberto Ballesteros, Carlos Carbonell, Héctor Chumpitaz, Fernando Cuéllar, Rubén Toribio Díaz, Alberto Marticorena, Juan Carlos Oblitas, Juan José Oré, César Peralta, Marcos Portilla, Oswaldo Ramírez, Tadeo Risco, Percy Rojas, Víctor Hugo Romero, Luis Rubiños, Eleazar Soria, Rubén Techera, Juan Manuel Toyco, Ricardo Valderrama, Juan Carlos Vargas, Eduardo Wolf en David Zuluaga.

### 1982
Eusebio Acasuzo, Eduardo Aguilar, Pedro Aicart, Julio Bazza, Luis Cadenillas, José Cañamero, Leonardo Carrillo, Rodolfo Chávarri, Luiggi Diez, Martín Duffoo, Carlos Esposito, Samuel Eugenio, Raúl García, Luis Gardella, Hugo Gastulo, Ricardo Gonzales, Juan Carlos Jaime, Danny Kukusaki, Germán Leguía, Roberto Letieri, Alejandro Luces, Santiago Ojeda, Juan José Oré, Eduardo Rey Muñoz, Leonardo Rojas, Percy Rojas, César Rosado, Carlos Rostaing, Luis Servat, Freddy Ternero, José Zapata en José Ziani.